# Julius Curtius
Julius Curtius (Duisburg, 7 febbraio 1877 – Heidelberg, 10 novembre 1948) è stato un avvocato e politico tedesco, ministro degli Affari economici (da gennaio 1926 a dicembre 1929) e ministro degli Esteri della Repubblica di Weimar (da ottobre-novembre 1929 a ottobre 1931).

## Biografia

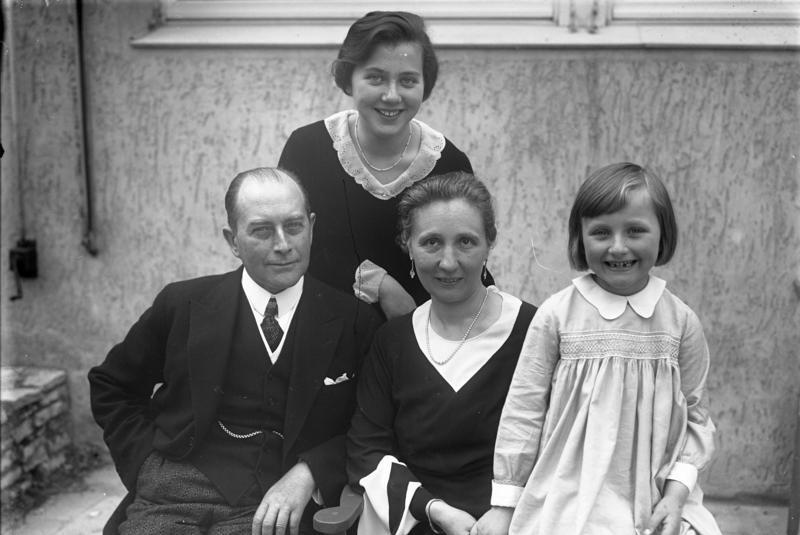
Julius Curtius con sua moglie e due figlie, 1930

Nacque a Duisburg in quella che allora era la Provincia del Reno prussiana.
Suo padre Friedrich (1850-1904) possedeva una fabbrica di opere in blu oltremare a Duisburg e una di allume a Eichelkamp. Il fratello di Friedrich era Theodor Curtius, un professore di chimica. La madre di Giulio era Adele (1824–1898, nata Brockhoff).
Julius sposò Adda Carp (morta nel 1950), sorella dell'industriale Werner Carp, nel 1905 ed ebbero due figli e tre figlie.
Curtius studiò legge a Kiel, Strasburgo e Bonn e conseguì un dottorato a Berlino. Nel 1905 iniziò a esercitare la professione legale a Duisburg. Dopo il 1911, iniziò a lavorare su questioni nel campo della politica pubblica (Staatswissenschaften) a Heidelberg. Prestò servizio nell'esercito durante la prima guerra mondiale, congedandosi con il grado di Hauptmann (capitano) della Landwehr e del Batterieführer e ricevette entrambe le Croci di Ferro. Ritornò ad Heidelberg dove fu anche membro del consiglio comunale (Stadtverordneter) fino al 1921. Successivamente esercitò la professione forense presso il Kammergericht di Berlino. Rappresentò principalmente (anche come membro dei consigli di sorveglianza) aziende del settore acciaio e carbone, cloruro di potassio e materiale rotabile ferroviario. Dal 1920 al 1932 fu membro del Reichstag per il Partito Popolare Tedesco (DVP).

## Ministro
Divenne ministro della Reichswirtschaft (ministro degli affari economici) nel gennaio 1926 come membro del secondo gabinetto di Hans Luther e rimase nell'incarico in diversi gabinetti che seguirono. Dopo la morte di Gustav Stresemann, il 3 ottobre 1929, Curtius divenne ministro degli Esteri ad interim e in novembre lasciò il suo vecchio incarico e rilevò l'Auswärtiges Amt.
Come ministro sostenne programmi per la creazione di posti di lavoro e una stretta cooperazione con l'Unione Sovietica, soprattutto negli affari economici. Il suo principale risultato fu - come collaboratore ed "erede" di Stresemann - il progresso nella questione delle riparazioni dei danni di guerra e il ritorno della Renania occupata. Come ministro responsabile del Piano Young, venne pesantemente criticato dal Partito Popolare Nazionale Tedesco, Stahlhelm, dai nazisti e dalla Lega pan-tedesca, che lo etichettarono come un "traditore della patria".
Si adoperò, senza successo, collaborando con l'austriaco Johann Schober nel marzo 1931, per creare un'Unione doganale austro-tedesca. Tuttavia, la Francia bloccò l'iniziativa esercitando pressioni economiche sull'Austria e adottando una decisione della Corte permanente di giustizia internazionale dell'L'Aia, che votò, 8 contro 7, dichiarando l'unione in contraddizione con il protocollo di Ginevra del 1922. Ciò indusse Curtius a dimettersi il 3 ottobre 1931.
Per impedire la costituzione dell'unione, i francesi avevano ritirato una serie di brevi prestiti che avevano concesso all'Austria; il ritiro dei prestiti francesi contribuì a causare il crollo della Creditanstalt, la più grande banca austriaca, nel maggio 1931, che a sua volta provocò una serie di crolli bancari in tutta l'Europa centrale nell'estate del 1931.
Curtius fu intimamente coinvolto nei negoziati che portarono alla concessione di una moratoria da parte del presidente degli Stati Uniti, Herbert Hoover, che interruppe i pagamenti delle indennità di guerra, da parte della Germania nel giugno 1931, come parte dello sforzo per limitare la caduta finanziaria e il collasso bancario.
Dopo le sue dimissioni, Curtius lasciò la politica e ritornò a fare l'avvocato, il gestore di patrimoni e l'agricoltore. Dopo che la sua casa a Berlino fu distrutta, durante la seconda guerra mondiale, e la sua tenuta nel Meclemburgo fu sequestrata dalle autorità comuniste, si trasferì a Heidelberg nel luglio 1946 dove morì il 10 novembre 1948.

## Opere
- Über die Einführung von Volksinitiative und Volksreferendum in der neuen Verfassungen der deutschen Staaten, 1919
- Bismarcks Plan eines deutschen Volkswirtschaftsrats, 1919
- Was im Haag erreicht wurde, 1929
- Innere Konsolidierung und außenpolitische Aktionsfähigkeit, 1930
- Zur nationalen Freiheit, in Um Deutschlands Zukunft, 1931, p. 17-38
- Germania e corridoio polacco, 1933
- Bemühung um Österreich, Das Scheitern des Zollunionsplans von 1931, 1947
- Sechs Jahre Minister der deutschen Republik, 1948
- Der Young-Plan, Entstellung und Wahrheit, 1950